# Roboly
 (octobre 2023).
Si vous disposez d'ouvrages ou d'articles de référence ou si vous connaissez des sites web de qualité traitant du thème abordé ici, merci de compléter l'article en donnant les références utiles à sa vérifiabilité et en les liant à la section « Notes et références ».
Roboly est le nom d'une famille française qui a donné une dynastie de jeunes de langues et de drogmans. Ses membres ont servi la France dans l'empire Ottoman.
Jean-François de Roboly (1623-1689) appartenait à la noblesse de robe de Provence. Il fut le premier Roboly à habiter Constantinople d'où il recevait ses instructions de Louis XIV. La correspondance consulaire de Smyrne contient la copie de trois lettres adressées par Louis XIV à Notre cher et bien aimé le sieur de Roboly, agent pour nos affaires à Constantinople.
Jean-François de Roboly apparaît à plusieurs reprises dans le roman Le Périple de Baldassare d'Amin Maalouf, sous le nom de Sieur Roboly.
Victor Roboly, personnage romanesque, est le héros du roman Le Drogman de Bornéo de Lionel Crooson.

## Source
- Marie de Testa & Antoine Gautier, "Drogmans et diplomates européens auprès de la Porte ottomane", éditions ISIS, Istanbul, 2003, p. 180-184.